# ティヒ・トロリーバス
ティヒ・トロリーバス（ポーランド語: Trolejbusy w Tychach）は、ポーランドの都市・ティヒ市内に路線網を有するトロリーバス。2022年時点でポーランドに残存する3つのトロリーバス路線の1つで、都市交通管理会社（Zarząd Transportu Metropolitalnego、ZTM）による管理のもと、ティヒ・トロリーバスネットワーク有限責任会社（Tyskie Linie Trolejbusowe Sp. z o.o.）による運営が行われている。

## 歴史
1980年代初頭、ポーランドではオイルショック以降の燃料価格の高騰により、化石燃料を用いた公共交通機関の見直しが進められていた。当時のカトヴィツェ州においても例外ではなく、同州の公共交通機関を運営していたカトヴィツェ地方運輸公社では路線バスに代わる新たな交通機関の導入の検討が行われた。当初は既存の路面電車（シレジア・インターアーバン）の延伸が計画されていたが、線路を始めとする施設建設時の費用の高さから破棄され、代わりに安価なトロリーバスの導入が決定した。
これに基づき、道路網の整備が進んでおり、鉄道路線との架線の交差も無いティヒにトロリーバス路線が建設される事が1982年に決まり、同年10月1日に最初の路線となる1号線が運行を開始した。以降は1980年代中盤までにティヒ市内の団地や工業地帯、鉄道駅を結ぶ経路が建設されていき、その後は長期にわたり路線網の変化はなかったものの、2000年代前半に再度路線網が拡張された。2012年以降は長期にわたる近代化計画が行われ、施設の改修や後述するノンステップバスの導入に加え、2018年、2021年には架線レス区間を含めた延伸が実施されている。

## 系統
2022年現在、ティヒ市内には以下のトロリーバス路線が存在する。
| 系統番号 | 経路                                                          | 備考                                                     |
| -------- | ------------------------------------------------------------- | -------------------------------------------------------- |
| A        | Towarowa → Dworzec PKP Dworzec PKP / stanowisko 1 → Zajezdnia | ラケット式環状系統(反時計回り)                           |
| B        | Paprocany Pętla - Dworzec PKP                                 |                                                          |
| C        | Towarowa → Dworzec PKP Dworzec PKP → Zajezdnia                | ラケット式環状系統(反時計回り) D号線とは経由区間が異なる |
| D        | Towarowa → Dworzec PKP Dworzec PKP → Zajezdnia                | ラケット式環状系統(反時計回り) C号線とは経由区間が異なる |
| E        | Sikorskiego Wiadukt - Begonii                                 | ラケット式環状系統(反時計回り) 一部は架線レス区間        |
| F        | Paprocany Pętla - Paprocany Pętla                             | ラケット式環状系統 一部は架線レス区間                    |
| G        | Sikorskiego Wiadukt - Hotelowiec                              | ラケット式環状系統(時計回り) 一部は架線レス区間          |
| H        | Szpital Wojewódzki - Dworzec PKP                              | 2021年に路線バス(291号線)を置き換える形で開通            |

## 車両

### 現有車両

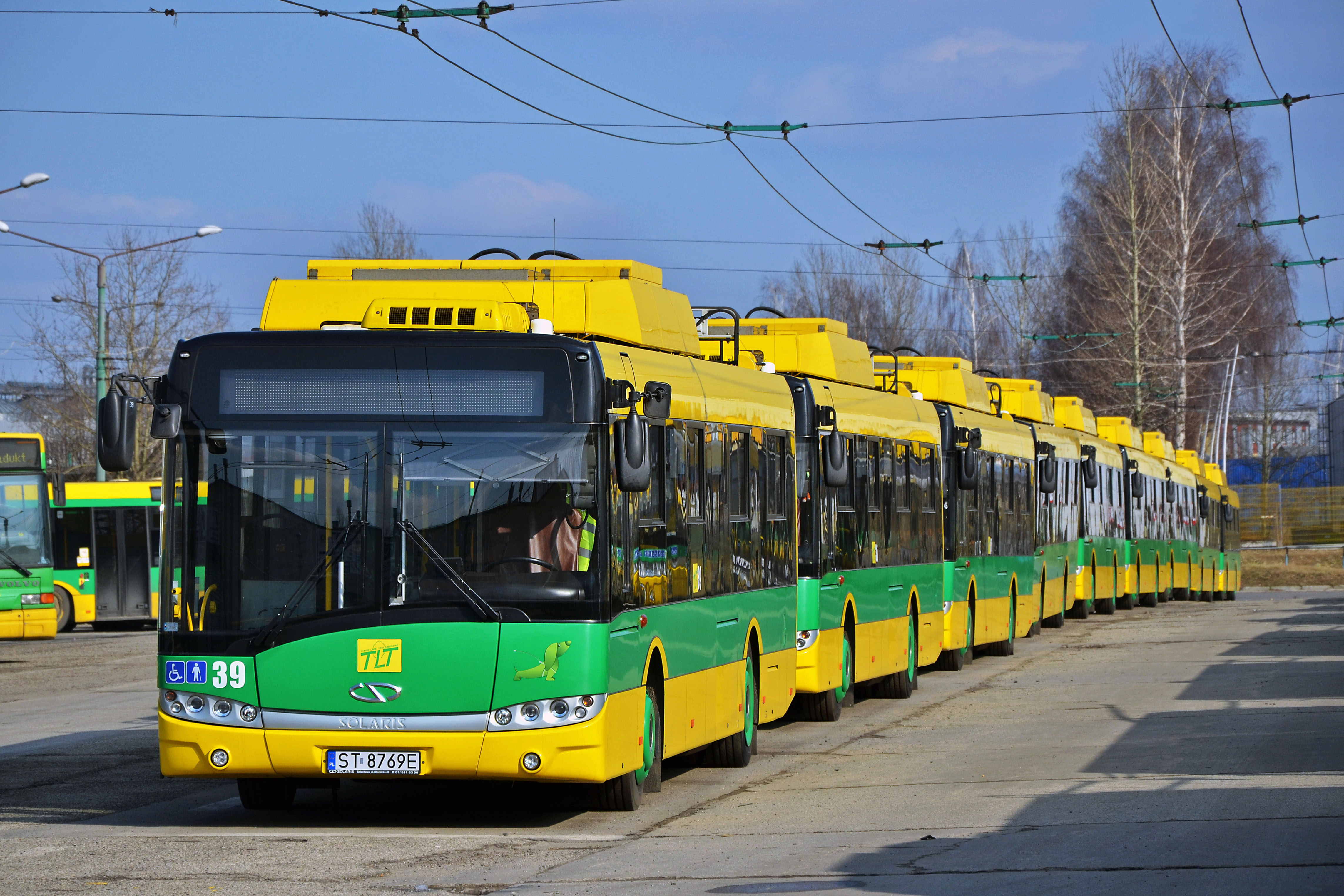
車庫に並ぶトロリーバス車両（2014年撮影）

2022年現在、ティヒ市内のトロリーバス路線で使用されている車両は全車ノンステップバスで統一されており、トロリーバス車両に加えて電気バスやディーゼルバスも使用されている他、過去の車両の一部が動態保存車両として在籍する。これらを含め、同年時点で在籍する車両は以下の通り。
| 形式         | 形式                         | 両数 | 備考                                                            |
| ------------ | ---------------------------- | ---- | --------------------------------------------------------------- |
| トロリーノ12 | トロリーノ12MD               | 3両  | チタン酸リチウム充電池を搭載 架線レス区間を最大30 km走行可能    |
| トロリーノ12 | トロリーノ12MB               | 15両 | ニッケル・カドミウム充電池を搭載 架線レス区間を最大5 km走行可能 |
| トロリーノ12 | トロリーノ12AC               | 2両  |                                                                 |
| トロリーノ12 | トロリーノ12M                | 2両  | ルブリン・トロリーバスからの借用車両                            |
| トロリーノ12 | トロリーノ12DC R             | 3両  |                                                                 |
| ウルビーノ12 | ウルビーノ12                 | 1両  | 路線バス(ディーゼルバス)                                        |
| ウルビーノ12 | ウルビーノ12・エレクトリック | 2両  | 路線バス(電気バス)                                              |
| シュコダ14Tr | シュコダ14Tr                 | 1両  | 動態保存車両                                                    |

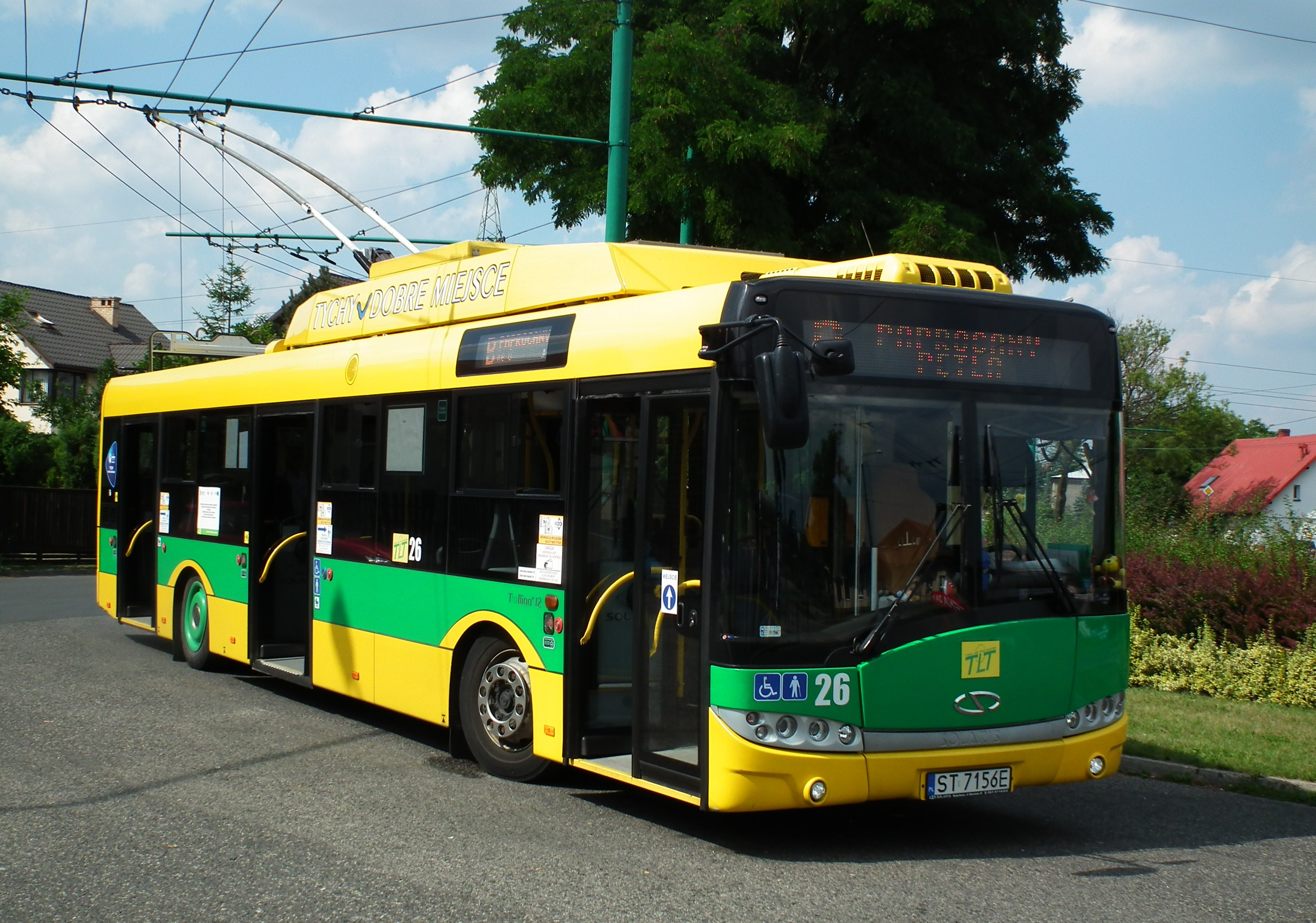
トロリーノ12MB（2016年撮影）
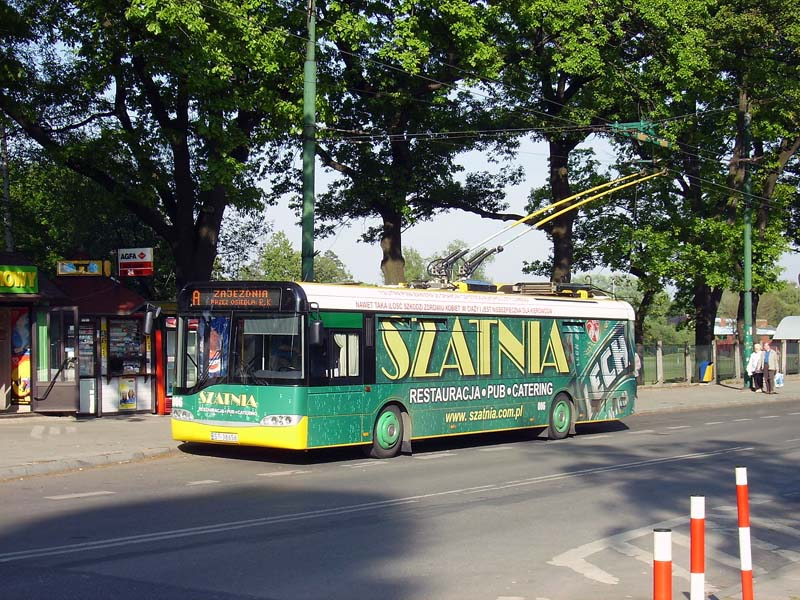
トロリーノ12AC（2006年撮影）

### 過去の車両
- ZiU-9（ポーランド語版） - ソビエト連邦製造の車両。開業時に導入[1]。
- イェルチ・PR110E（ポーランド語版） - ポーランドのイェルチ製のトロリーバス車両[1]。
- イェルチ・PR110T（ポーランド語版） - イェルチ製のトロリーバス車両。電機子チョッパ制御装置を搭載[1]。
- イェルチ・PR120E[1]
- イェルチ・120MT（ポーランド語版） - 一部車両は前面形状が異なっていた[1]。

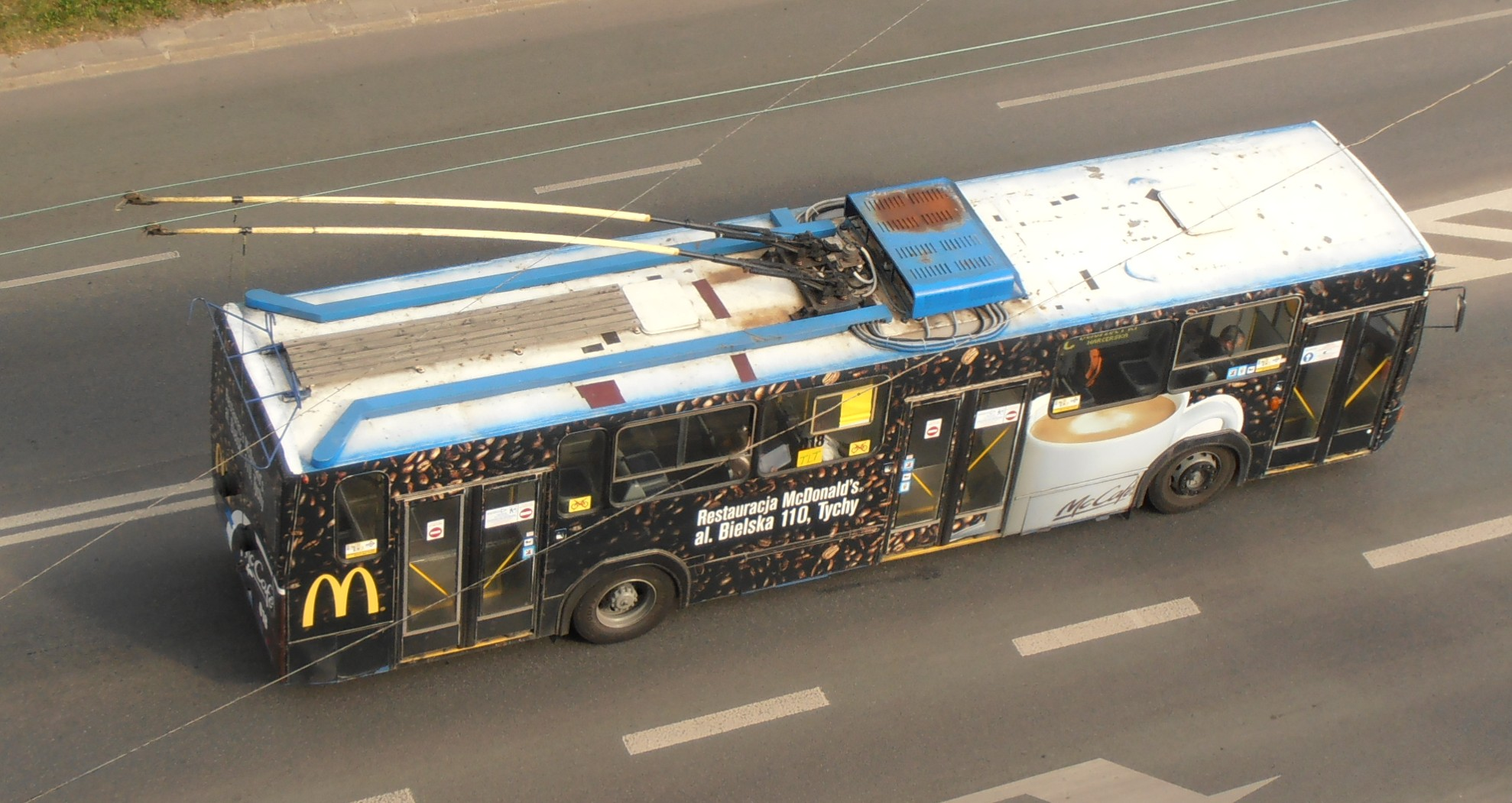
イェルチ・PR110E（2012年撮影）
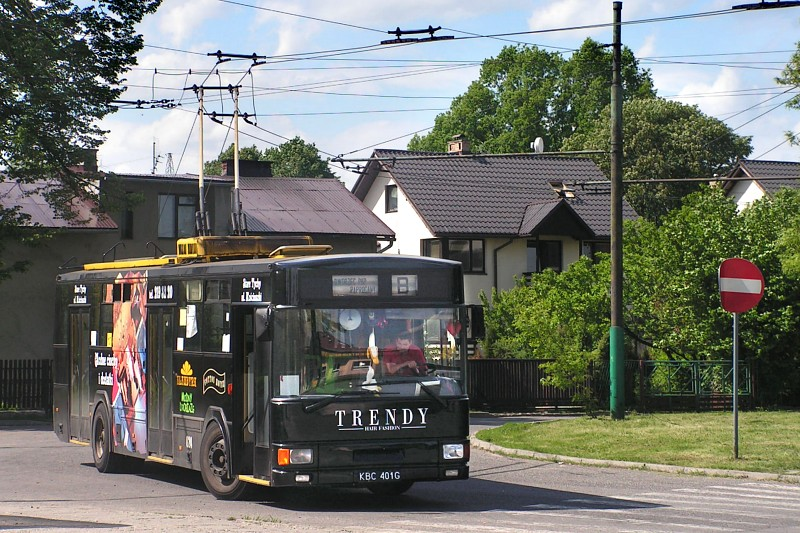
イェルチ・120MT（2006年撮影）

### 導入予定車両
2022年以降、ティヒ・トロリーバスにはソラリスが開発した充電池「ソラリス・ハイパワー90kWh」を搭載したトロリーノ12が6両導入される。これに伴い旧型車両の置き換えが実施される事になっており、これらの車両はグディニャ（グディニャ・トロリーバス）を始めとする他都市のトロリーバス路線への譲渡が行われる。